# P-83
P-83 (пол. P-83 „WANAD”) — польський напівавтоматичний пістолет під патрон 9×18 мм Макарова, введений на озброєння замість пістолета P-64. 

## Історія
Проєктування нового пістолета розпочалося в другій половині 1970-х рр. Воно велось одночасно на двох дослідних зразках. Перший під назвою Р-78А «TUL» був розроблений у Військовому інституті технологій озброєння (ВІТУ) у  Зельонкі. TUL оснащений саморегулюючим внутрішнім запобіжником, керованим спусковим гачком і магазином на 12 патронів. Другий, під назвою WANAD (P-78B), був створений у науково-дослідному центрі металургійного виробництва «Łucznik» у Радомі. WANAD оснащений регульованим криловим запобіжником і магазином на 8 патронів. Після випробувань дослідних зразків з урахуванням виправлень, виготовлення пробної партії та з урахуванням запропонованих змін пістолет П-78Б був відправлений у серійне виробництво.
Пістолет розробили інженери науково-дослідного центру металургійного заводу «Łucznik» у Радомі: Ришард Хелміцький та Маріан Гришкевич. Було створено два варіанти пістолета. Перший прототип використовує зовнішній запобіжник крила. У другого дослідного зразка був відсутній зовнішній запобіжник. Він мав лише внутрішні захисти, насамперед, самоблокувальний ударник, який звільнявся натисканням на спусковий гачок. 1983 року конструктори отримали Державну премію 2-го ступеня за конструкцію пістолета.
На основі конструкції пістолета Р-83 було розроблено та виготовлено 10 зразків несерійного пістолета PТ-83 із вбудованим глушником.
Р-83 був прийнятий на озброєння Війська Польського, Громадської міліції, поліції та Служби безпеки. Також він продавався на ринку цивільної зброї. Серійне виробництво пістолета Р-83 велося в 1984–2000 роках.
Наступник Р-64 був позбавлений основних недоліків свого попередника. Має більший магазин (на два патрони), зручнішу рукоятку, а завдяки більшій вазі характеризується меншим впливом на руку стрільця під час стрільби (віддача та кидок). Для самозатягування молотка потрібно менше зусилля. Він був розроблений таким чином, щоб його можна було виготовляти шляхом пресування, зварювання та паяння замість традиційного різання, що зменшує витрату матеріалів, праці та виробничі витрати. У процесі проєктування особлива увага приділялася захисту пістолета від випадкових і передчасних пострілів. Завдяки великій заставі її можна експлуатувати в рукавичках.

## Конструкція

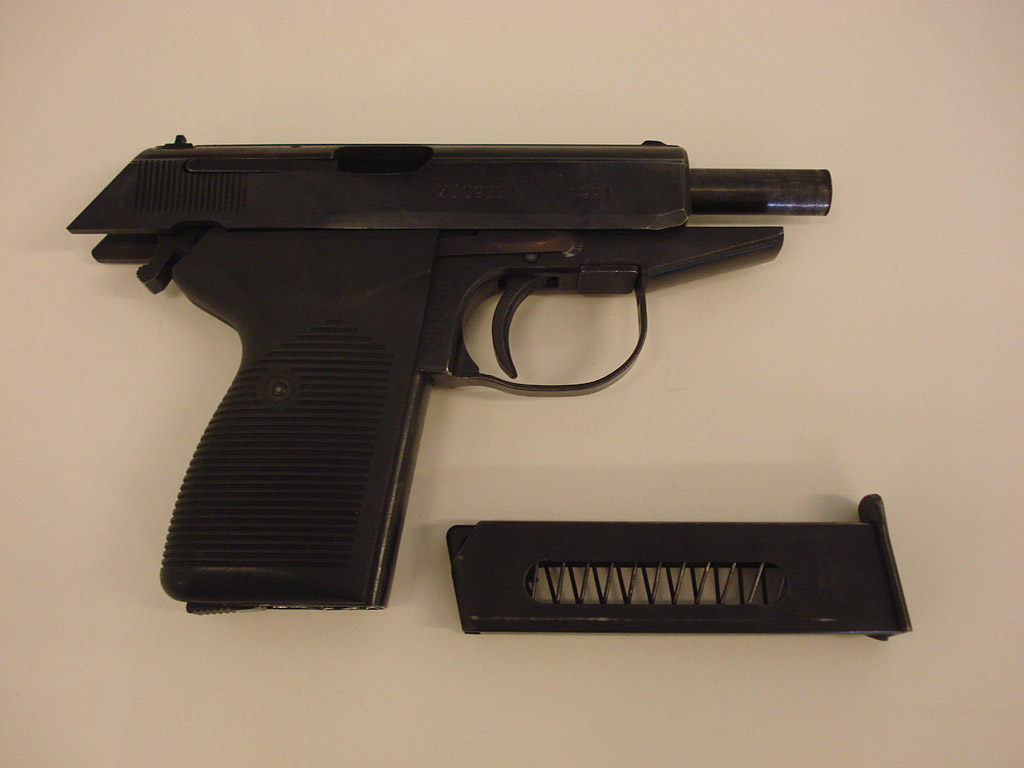
P-83 із затвором у задньому положенні і магазином.

Р-83 працює за принципом використання енергії віддачі вільного затвора. Ударно-спусковий механізм із самовзводним курком і автоматичним вимикачем дозволяє тільки одиночний вогонь. Ствол має 4 праві канавки з ходом 252 мм. Переривник забезпечується виступом на задній частині спускової планки. Для самонатягування необхідна сила 50 Н. Пістолет має ударно-спусковий механізм із зовнішнім курком, що приводиться в рух пружиною, яка діє на курок через шток молотка. Підпружинний шків розташований у замку. У затворі є індикатор наявності патрона в патроннику. Після вистрілу останнього патрона затвор зупиняється в задньому положенні. Фіксовані приціли встановлені на 25 м. Пістолет закріплений за допомогою крила запобіжного пристрою, розташованого над рукояткою з лівого боку затвора. Встановивши запобіжник у безпечне положення, голка іммобілізується. Пістолет можна закріпити при зведеному та відпущеному курку. Запобіжний важіль захищає від випадкового пострілу при відпусканні курка. Пістолет P-83 в захищеному стані можна перезаряджати. Для живлення використовується однорядний коробчастий магазин на 8 патронів. Висока точка опори пістолета на руці стрільця значною мірою виключає сплеск зброї, завдяки чому пістолет легко утримувати в цілі під час швидкої стрільби. Це теж завдяки патрону Макарова, але більшою мірою це перевага конструкції. Додатковою перевагою пістолета є вузькі і відносно високі приціли, завдяки яким покращується ступінь видимості цілі. Курок пістолета, порівняно з багатьма сучасними конструкціями, розташований ближче до рукоятки, завдяки чому у користувачів із маленькими руками не виникає проблем із правильним хватом.